# انتخابات الرئاسة الإكوادورية 1905
انتخابات الرئاسة الإكوادورية 1905 هي الانتخابات الرئاسية التي جرت في 1905، في الإكوادور، لانتخاب رئيس الإكوادور، فاز بالانتخابات ليزاردو غارسيا.